# Che donna!
Che donna! (What a Woman! o The Beautiful Cheat) è un film del 1943 diretto da Irving Cummings.

## Trama
La giovane Carol Ainsley, figlia di un senatore, è più che mai decisa a produrre un film tratto dal romanzo "Turbine". Incurante del divieto paterno vola fino in Gran Bretagna per conoscerne l'autore, il professor Mike Cobb. Affascinata dalla sua personalità lo convince a divenire il protagonista del film e ben presto il professore si trova innamorato della giovane.
Carol però non lo ricambia, e Mike, per ostacolare l'amore fra lei e il giornalista Herry Pepper annuncia ai giornali il suo matrimonio con la ragazza. Questa, pur di non perdere l'interprete del film, acconsente al matrimonio, salvo poi rinunciare all'ultimo minuto. Carol ed Harry convoleranno a giuste nozze e il professore terminerà di girare la pellicola.